# Phaeocalicium
Phaeocalicium A.F.W. Schmidt (palczarek) – rodzaj grzybów z rodziny Mycocaliciaceae.

## Systematyka i nazewnictwo
Pozycja w klasyfikacji według Index Fungorum: Mycocaliciaceae, Mycocaliciales, Mycocaliciomycetidae, Eurotiomycetes, Pezizomycotina, Ascomycota, Fungi.
Nazwa polska według W. Fałtynowicza.

## Niektóre gatunki
- Phaeocalicium ahtii (Titov & Baibul.) Titov 2001
- Phaeocalicium asciiforme Tibell 1987
- Phaeocalicium betulinum (Nyl.) Tibell 1991
- Phaeocalicium boreale Tibell 1996
- Phaeocalicium compressulum (Nyl. ex Vain.) A.F.W. Schmidt 1970
- Phaeocalicium curtisii (Tuck.) Tibell 1975
- Phaeocalicium flabelliforme Tibell 1996
- Phaeocalicium fuegensis Tibell 1998
- Phaeocalicium interruptum (Nyl.) Tibell 1991
- Phaeocalicium matthewsianum Selva & Tibell 1999
- Phaeocalicium minutissimum (G. Merr.) Selva 1999
- Phaeocalicium pinaceum Titov 1986
- Phaeocalicium polyporaeum (Nyl.) Tibell 1979
- Phaeocalicium populneum (Brond. ex Duby) A.F.W. Schmidt 1970 – palczarek zwyczajny
- Phaeocalicium praecedens (Nyl.) A.F.W. Schmidt 1970
- Phaeocalicium tibellii Kalb 1992
- Phaeocalicium tibetanicum Titov 2000
- Phaeocalicium tremulicola (Norrl. ex Nyl.) Tibell 1996

Nazwy naukowe na podstawie Index Fungorum. Uwzględniono tylko taksony zweryfikowane. Nazwa polska według W. Fałtynowicza.